# Тартаківська ратуша

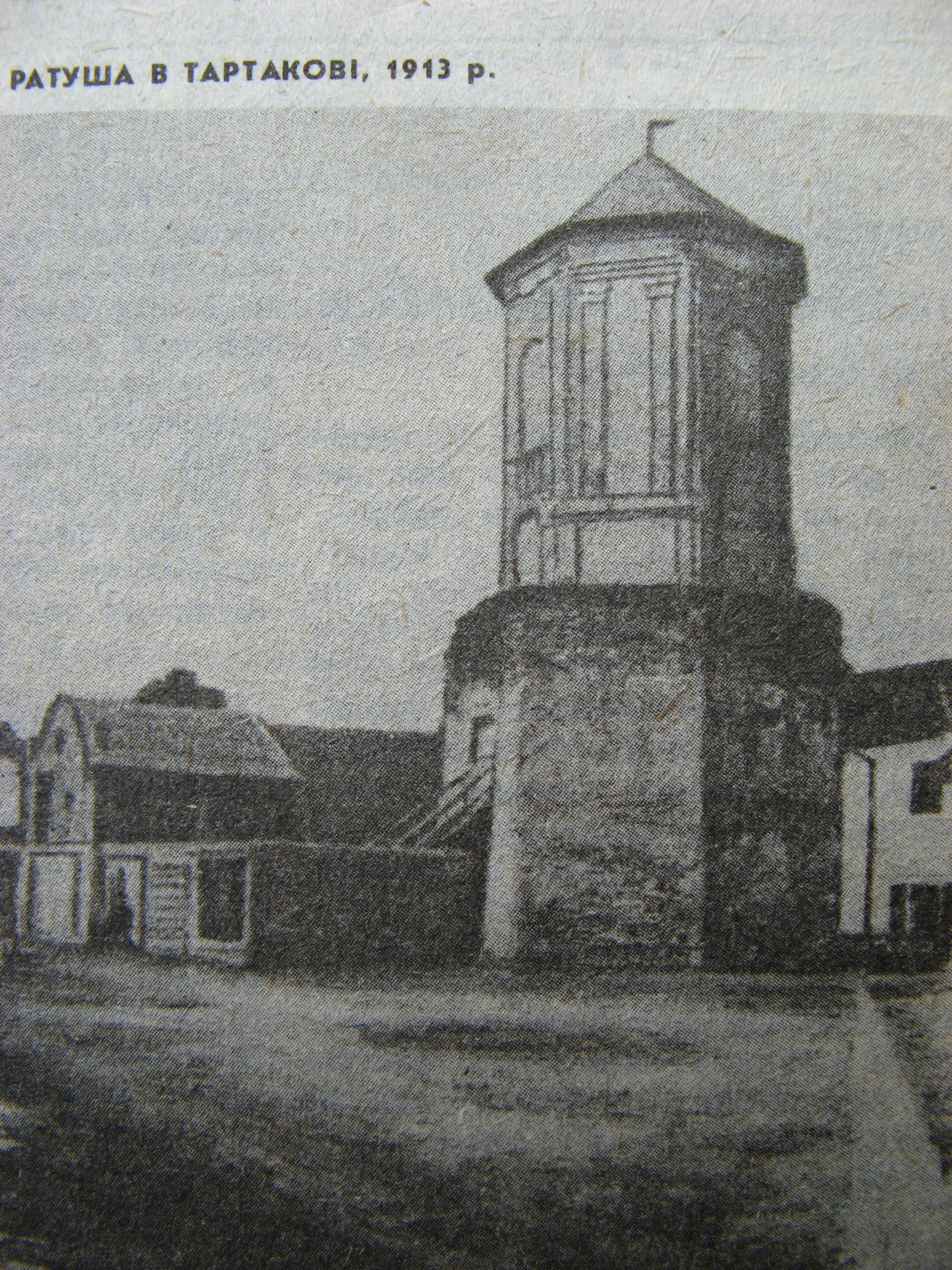
Ратуша в Тартакові, 1913 р.

Тартаківська ратуша — втрачена на сьогодні ратуша в містечку Тартаків (тепер село,Шептицького району, Львівська область, Україна).

## Відомості
1685 року на прохання шляхтича, дідича Тартакова Щенсного Казимира Потоцького поселення отримало магдебурзький привілей і права містечка. На основі наданого привілею збудовано ратушу зі стрімкою вежею і годинником на вежі, а навколо ратуші оригінально закладено в чотирикутнику ринок у стилі бароко, де були розміщені торгові крамниці та численні склади для товарів. У ратуші засідав магістрат у складі президента, двох бургомістрів і міського писаря. До ратуші вело п'ять в'їзних брам. Для захисту від нападу грабіжників ринок був перетворений на замково-оборонну фортецю. Вартовий, який стояв на вежі ратуші, при наближенні небезпеки сповіщав мешканців.
У 1941 р. гітлерівські війська піддали артилерійському обстрілу поселення Тартакова. Пожежа, що виникла, знищила багато будинків. Серед звалищ стояла ратуша, як свідок історії минулих літ, а знесли її остаточно після війни, в 1950 р. За ініціативою голови місцевої сільської ради з її каміння побудували корівники.